# Buněčná linie 3T3-L1

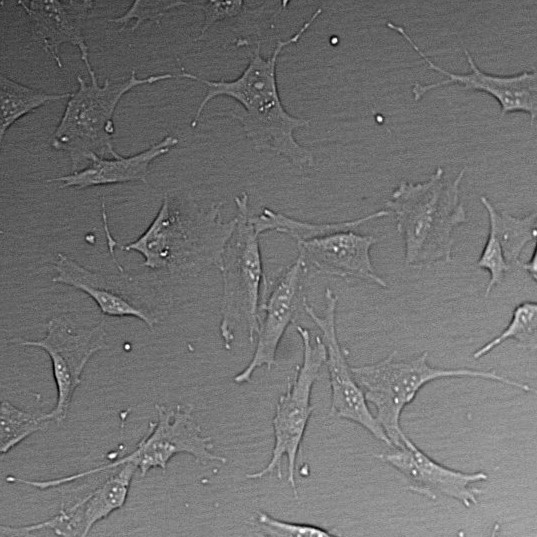
Klon adherentní buněčné linie 3T3-L1. Buňky jsou charakteristické svým protáhlým tvarem s dvěma úpony.

Buněčná linie 3T3-L1 je myší buněčná linie preadipocytů adherentního typu. Izolace této buněčné linie spočívala v klonování myších 3T3-L1 embryonálních fibroblastů, které ve velké míře akumulovaly lipidy ve formě tukových kapének . Tato linie je vysoce využívaná ve studiu molekulární biologie.

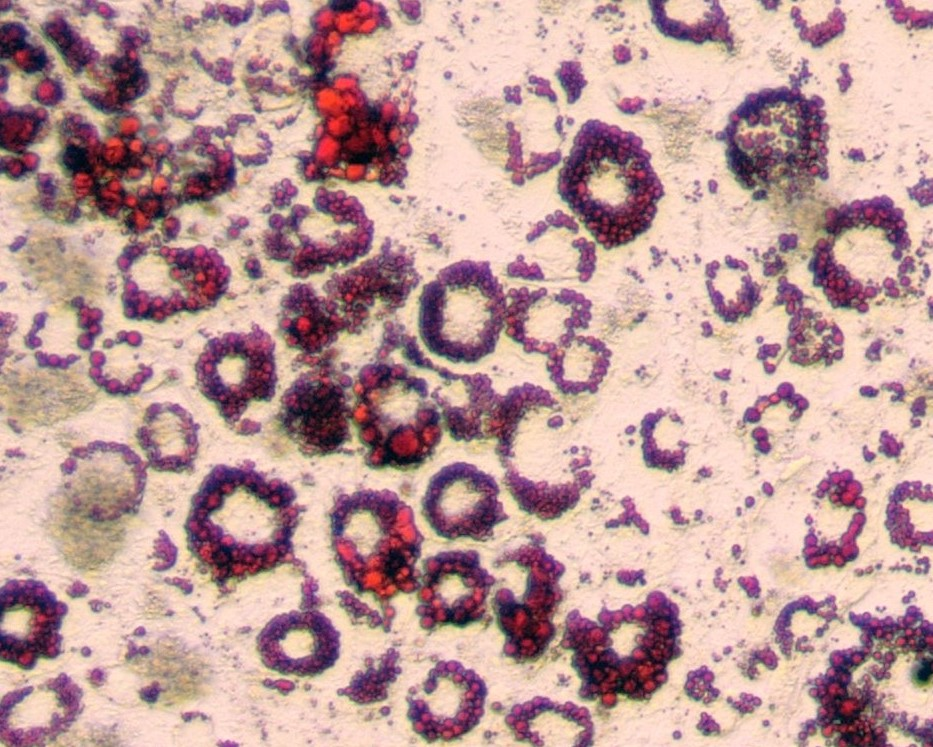
Červené tukové kapénky produkované 3T3-L1 adipocyty obarvené roztokem Oil Red O.

## Kultivace 3T3-L1
Myší embryonální fibroblasty 3T3-L1 se kultivují nejčastěji v Dulbecco´s Modified Eagle´s Medium (DMEM) obohaceném o 10 % fetálního bovinního séra (FBS) či 10 % telecího séra (CS) a přídavkem 4 mM glutaminu. Podmínky pro kultivaci zahrnují 5% atmosféru CO2 a teplotu 37 ºC .

## Diferenciace 3T3-L1 preadipocytů v adipocyty
Po dosažení konfluence je k buňkám přidán "růstový koktejl" skládající se z dexamethasonu, isobutylmethylxanthinu a insulinu. Tyto složky působí jako induktory adipogeneze neboli diferenciace preadipocytů v adipocyty . Jeden z možných způsobů kvantifikace produkce TAG buňkami je obarvení konfluentních klonů barvivem Oil Red O, následně dané barvivo vyvázat 100% isopropanolem a měřit absorbanci při 500 nm .

## Využití buněčné linie 3T3-L1
Využití buněčné linie 3T3-L1 preadipocytů je velice rozmanité. Pro jejich schopnost aktivace enzymů podílejících se na syntéze mastných kyselin a TAG se využívají k testování léků, které mají efekt na akumulaci tuků v buňkách. Využívají se též pro výzkum v oblasti působení oxidativního stresu , obesity , diabetu  a rakoviny .